# Driady
Driady (lm gr. Δρυάδες Dryádes, łac. Dryades,  lp. gr. Δρυάς Dryás, łac. Dryad; od gr. δρῦς drŷs – ‘dąb’, ‘drzewo’) – w mitologii greckiej nimfy drzew. Dokładniej driady były nimfami dębów, choć słowa tego używa się obecnie w odniesieniu do wszystkich drzewnych nimf.

## Kultura
Oprócz mitologii, driady pojawiają się również w literaturze i grach fantasy.

### Muzyka
W latach 1914–23 Karol Szymanowski stworzył utwór na skrzypce o tytule Driady i Pan.

### Saga o Wiedźminie
W Sadze o wiedźminie autorstwa Andrzeja Sapkowskiego driady lub dziwożony to tajemnicze mieszkanki świętego i prastarego lasu Brokilon.
Charakterystyczne dla nich jest zielonkawe zabarwienie skóry. Driady są wyznawczyniami kultu matki natury. Stronią od innych ras i zabijają niemal każdego, kto naruszy ich święty las. Starają się nie włączać do konfliktów i tłumaczą to tym, że natura jest wieczna i będzie trwać nawet po wojnach.
Ich społeczność składa się tylko z kobiet. Młode driady rodzą się z uświęconych związków z elfami lub ludźmi, przy czym zawsze rodzą się dziewczynki. Driady są bezwzględne, mistrzowsko władają łukiem oraz potrafią poruszać się bezszelestnie po lesie.